# 212 (tal)
212 är det naturliga talet som följer 211 och som följs av 213.

## Inom vetenskapen
- 212 Medea, en asteroid

## Inom matematiken
- 212 är ett jämnt tal.
- 212 är ett palindromtal i det decimala talsystemet..
- 212 är ett palindromtal i det ternära talsystemet.